# Tempesta de foc

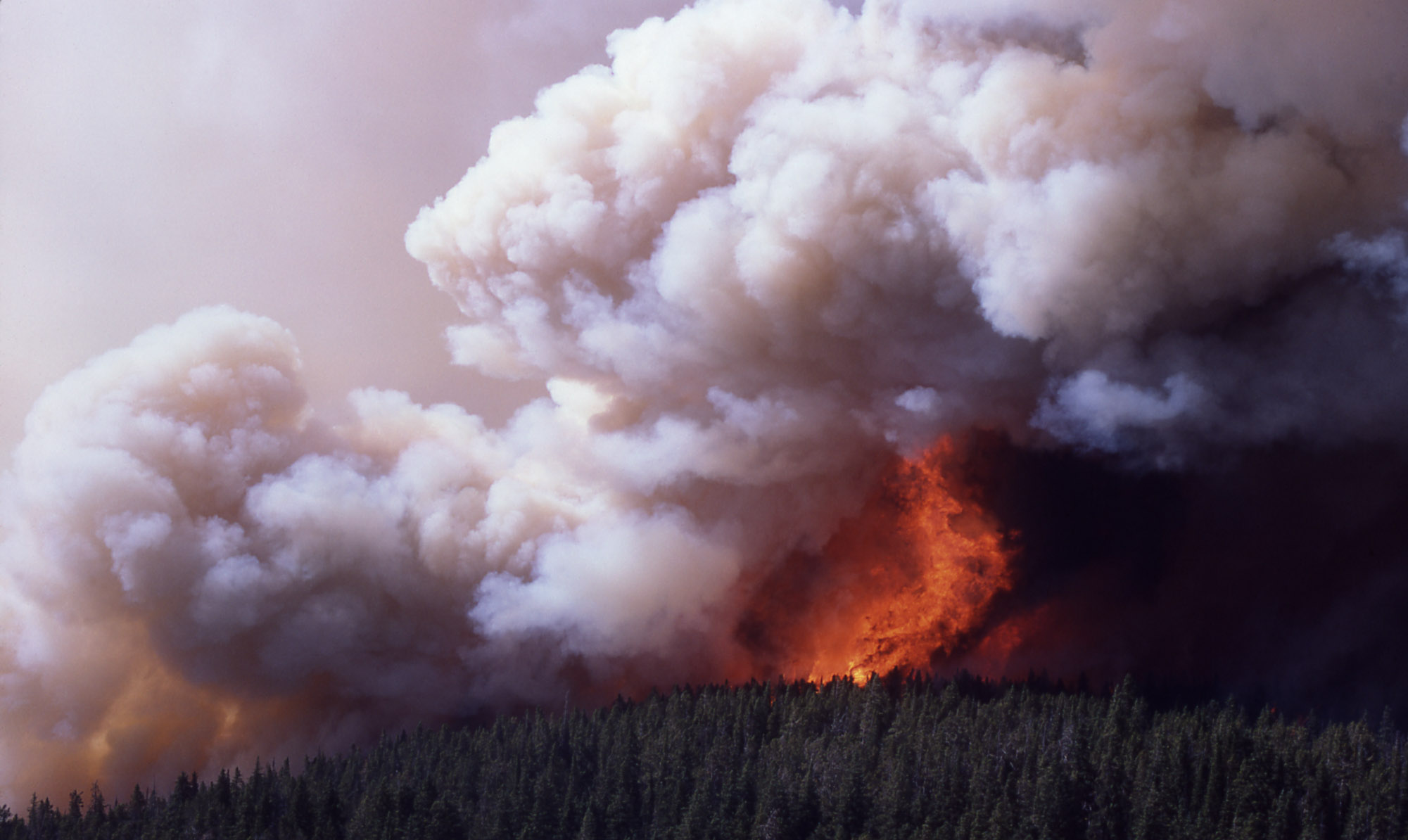
Tempesta ígnia durant un incendi al Parc Nacional Yellowstone.

Una tempesta de foc o tempesta ígnia és un incendi feroç, que es crea pel moviment en massa de l'aire resultant del foc, que crea un incendi de gran intensitat en una àmplia àrea. En els grans incendis forestals es poden generar tempestes de foc. Una tempesta ígnia també pot ser el resultat d'explosions intencionades en operacions militars o criminals.

## Mecanisme
Quan una àrea s'incendia, la capa d'aire superior es torna extremadament calenta i puja ràpidament. L'aire fred que es troba al nivell del sòl en l'àrea circumdant s'afanya a ocupar el buit deixat per l'aire en ascens i crea forts vents que ventilen més les flames en proveir-les d'oxigen. Això crea una tempesta de foc que s'autoalimenta i que pot atènyer temperatures fins a més de 2.000 °C alimentada pel constant flux d'oxigen.
Durant focs experimentals s'ha mostrat que les tempestes ígnies poden crear vòrtexs que es mouen ràpidament i que distribueixen el foc més enllà de l'àrea del foc original. Els vents en alguns d'aquests vòrtexs poden assolir forces equivalents a les dels tornados, que creen efectivament un tornado igni. Aquests potents tornados poden força complicar la feina dels bombers.
Una tempesta de foc extremadament llarga pot fins i tot crear el seu propi sistema ambiental, com que injecta aire cap a dins que crea climes semblants tempestes elèctriques que tendeixen a ajudar estenent de les flames.

## Tempesta de foc forestal
Els nous escenaris forestals, en què la massa forestal és molt abundant arran del despoblament i l'abandonament rural, i l'increment de l'impacte del canvi climàtic, en forma de sequera i altes temperatures, els incendis s'aprofiten d'una atmosfera més calenta i alliberen tanta energia que són capaços de modificar les condicions atmosfèriques del seu entorn fins a generar 'tempestes de foc'. D'aquesta manera, agafen una velocitat inusual que supera la velocitat de moviment i la capacitat d'extinció i els fa inabastables. Generen el que s'anomenen megaincendis o incendis de sisena generació. Aquest tipus d'incendis que es produïen fins ara en zones boreals, canadenques o siberianes, es comencen a produir ara, amb el canvi climàtic, a les zones mediterrànies, com a Xile, Portugal o Croàcia.

## Tempestes de foc urbanes
Els mateixos mecanismes físics poden també produir-se a estructures creades per l'home com les ciutats. És molt probable varen crear-se tempestes de foc durant el Gran incendi de Roma, de Londres o de Chicago, i el foc després del Terratrèmol de San Francisco de 1906.
Tempestes ígnies van ser també creades per les batudes de bombardeig de foc de la Segona Guerra Mundial a Hamburg (vegeu Operació Gomorra), Dresden (vegeu Bombardeig de Dresden), Tòquio, Kassel, Darmstadt i Stuttgart. Segons testimonis, durant el bombardeig de Dresden, les persones es fonien i s'incendiaven..
Durant un bombardeig de foc es consisteix d'un primer bombardeig d'explosius per tal de suprimir els teulats i d'exposar la fusta dins dels edificis, seguits per bombes incendiàries (pals de foc) i seguides per més bombardejos per a dificultar els esforços dels serveis de bombers.
Les armes nuclears tenen també moltes possibilitats de crear tempestes de foc. Aquests fenòmens van ser responsables de gran part de la destrucció d'Hiroshima i Nagasaki (vegeu efectes de les armes nuclears).